# Neorealismus (Kunstströmung)
Der Neorealismus ist eine sozialrealistische Strömung in der Prosaliteratur, im Film und in der Malerei Italiens, Portugals und Brasiliens um die Mitte des 20. Jahrhunderts (ca. 1930–1965). Charakteristisch sind ein einfacher Sprachstil unter Einbeziehung der Alltagssprache und der Dialekte sowie der Verzicht auf Rhetorik und Konventionen. Im Vordergrund steht die Darstellung des schwierigen Lebens und der emotionalen Konflikte sozial schwacher und bäuerlicher Schichten, die in Abhängigkeit von privilegierten Eliten stehen. Jede Idealisierung wird vermieden. Das Gebot der Objektivität und Neutralität führt zu einer distanziert-dokumentarischen, ungeschönten Darstellungsweise. Filme werden meist nicht im Studio, sondern an teils düsteren Originalschauplätzen gedreht. Sprachliche Innovationen der vorhergehenden Periode des Modernismo werden zwar aufgegriffen, jedoch sind die Akteure im Neorealismus weitaus schlichter gezeichnet als die höchst komplexen Subjekte des Modernismo; ihr Handeln wird oft als von Zwängen und Traditionen determiniert dargestellt.
Deutliche Parallelen zum Neorealismus gibt es im französischen Kino der 1930er Jahre und bei verschiedenen Autoren der Generation der 30er Jahre in Griechenland.
Nach 1945 machten sich verstärkte Einflüsse des Marxismus und der Psychoanalyse vor allem auf den italienischen Neorealismus geltend. Der postfaschistische italienische Film spielte eine wichtige Rolle in dem dann einsetzenden Kulturkampf. Obwohl sich der Neorealismus vom sozialistischen Realismus abgrenzt, bedient er sich doch häufig der Schwarz-Weiß-Malerei und lässt seine didaktischen Absichten bis hin zur Karikatur erkennen.
Dem portugiesischen und brasilianischen literarischen Neorrealismo fehlte der starke Impetus zur kulturellen Erneuerung; teils ist er noch symbolistisch geprägt wie in den Werken von Carlos de Oliveira. Dafür rückte in den 1950er und 1960er Jahren die psychische Entwicklung der Figuren in den Vordergrund.
In Skandinavien knüpften Strömungen, die man als neorealistische bezeichnen kann, an die alte realistisch-sozialkritische Tradition der skandinavischen Literatur an. Als Film ragt Ditte Menneskebarn (Ditte Menschenkind) von 1946 heraus, eine Verfilmung des gleichnamigen Romans von Martin Andersen Nexö.

## Hintergrund
Die Weltwirtschaftskrise der 1920er/1930er Jahre führte zur Verarmung breiter Schichten. Nicht nur in industriellen, sondern auch in rückständigen ländlichen Regionen wie im Mezzogiorno, in Portugal und im brasilianischen Nordosten verschlechterten sich die Lebensbedingungen. Gleichzeitig erstarkten die Diktaturen in Italien, Portugal und Brasilien; die von ihnen entworfenen ständestaatlichen Konzepte und Arbeitsgesetze zementierten die Privilegien der Eliten und verstärkten die Abhängigkeit der ländlichen Bevölkerung durch politische Repressionsmaßnahmen. Diese Tendenzen wie auch das Scheitern der Volksfront in Frankreich und der Spanische Bürgerkrieg trugen zur Politisierung breiter Schichten, aber auch zu einem Gefühl von Hoffnungslosigkeit und Fatalismus bei. Dies fand seinen Ausdruck in der Formierung einer neorealistischen Strömung Ende der 1930er Jahre.
Die distanzierte, pessimistische Darstellungsweise der Neorealisten zeigte die ökonomischen, sozialen und psychischen Konflikte und ihre dramatische Zuspitzung im Alltag der kleinen Leute auf. Die frühen Neorealisten boten weder greifbare Lösungen noch ideologische Deutungen an. Gerade deshalb konnten die Autoren und Regisseure die Zensur oft unterlaufen, die in Portugal besonders ausgeprägt war. Der italienische Film des Neorealismo orientierte sich hingegen vordergründig an den Vorgaben der offiziellen Kulturpolitik, wenn er sich von den Formen des traditionellen Unterhaltungsfilms abwendete, und genoss dabei erhebliche Gestaltungsfreiheiten. Einige italienische Autoren wie Elio Vittorini gehörten dem linksintellektuellen Flügel der italienischen Faschisten an.

## Italien

### Film

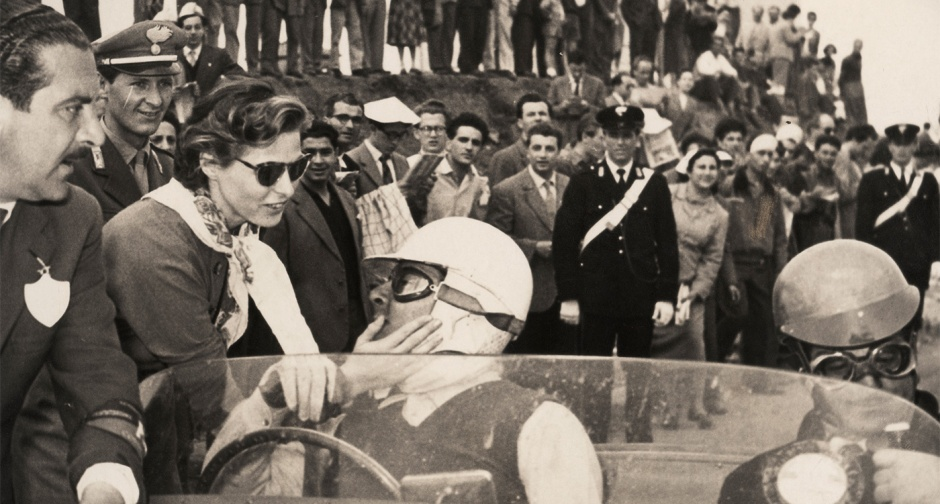
Ingrid Bergman verabschiedet Roberto Rossellini (am Steuer) und seinen Kameramann Aldo Tonti im Ferrari am Start der Mille Miglia 1953. Die beiden beendeten das Rennen jedoch nicht.

Die Kamera, die zunächst für faschistische Propaganda verwendet wurde, erwies sich bereits vor dem und während des Zweiten Weltkriegs als Instrument, mit dem die Filmkünstler Armut und Unterdrückung Landes für alle sichtbar machten. Der neorealistische italienische Film der 1940er und 1950er Jahre setzt sich von der pompösen faschistischen Ästhetik ab und verortet seine Geschichten im Hier und Jetzt, statt auf Literaturverfilmungen und historische Stoffe zu setzen. Er behandelt Menschen in unterschiedlichsten, sehr konkret geschilderten Milieus. Wegweisend waren Luchino Viscontis Ossessione (1943), Schuhputzer (1946) und Fahrraddiebe (1948) von Vittorio De Sica sowie vor allem Roberto Rossellinis Filme Rom, offene Stadt (1945) und Paisà (1946). Soziale Wirksamkeit entfaltete Bitterer Reis von Giuseppe De Santis (1949).
Zu den Stilmitteln der Neorealismus gehörten etwa der teilweise Verzicht auf Drehbuch (allerdings arbeitete an vielen der besonders erfolgreichen Filme Cesare Zavattini als Drehbuchautor mit), auf Bildkonstruktion, Montage, Berufsschauspieler und aufwändige Ausstattung. Charakteristisch war eine fragmentiert-chronikartige Narration und Entdramatisierung der Handlung. Der unter amerikanischem Einfluss auf die italienische Politik wachsende Antikommunismus der 1950er Jahre leitete das abrupte Ende des neorealistischen Films ein, doch Pier Paolo Pasolini setzte in den 1960er Jahren den Ansatz fort.

### Malerei
Unter dem Namen Realismo trat auf der XXV. Biennale di Venezia 1950 eine Gruppe von um 1910 geborenen Künstlern unter dem Namen Fronte Nuovo delle Arte auf, darunter Renato Guttuso, Gabriele Mucchi und Armando Pizzinato (1910–2004), die – anknüpfend an antifaschistische Traditionen und gemeinsam mit der Arbeiterklasse – volksnahe Themen bearbeiten wollten. Diese später Neorealismo pittorico genannte Strömung orientierte sich am Sozialistischen Realismus und strebte nach Verständlichkeit, bediente sich dabei jedoch expressionistischer Stilmittel. Die Abgrenzung zum Expressionismus ist daher fließend und Guttoso wird oft als Expressionist bezeichnet. Außerdem rechnet man Ennio Morlotti und Filiberto Sbardella (1909–1983) zum Neorealismo pittorico. Sbardella, der als Partisan zur italienischen Resistenza romana gehörte, war stärker vom Futurismus beeinflusst. Nach 1954 löste sich die Gruppierung auf.

### Architektur und Design

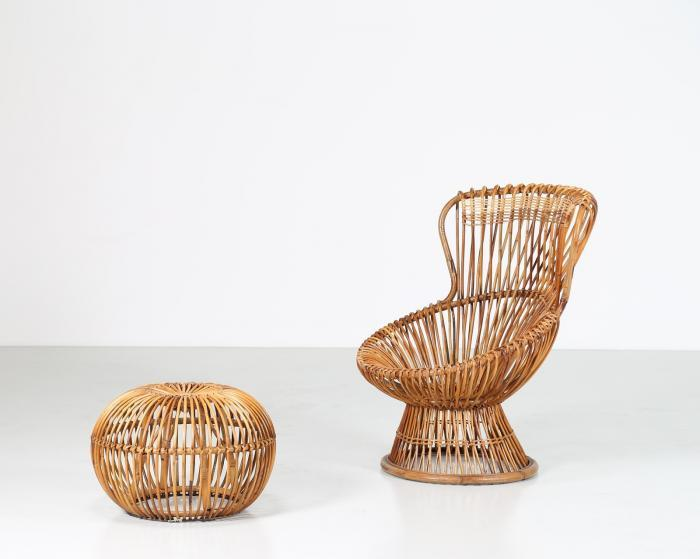
Korbsessel Margherita des Architekten und Designers Franco Albini (1950)

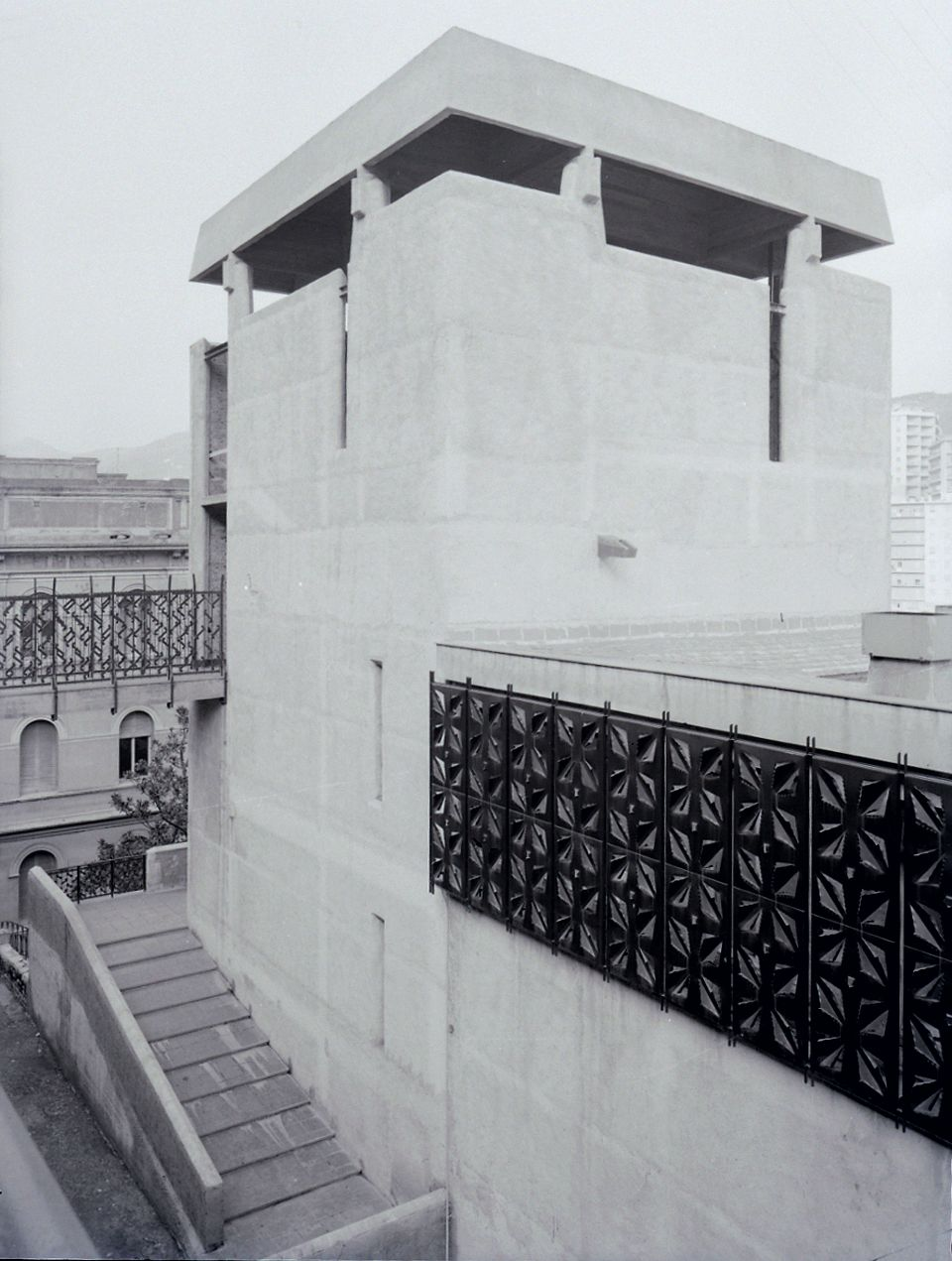
Kirche Sacra Famiglia in Genua (1960) von Ludovico Quaroni

Von neorealistischer Architektur spricht man in Bezug auf eine Gruppe italienischer Architekten, die der Fronte Nuovo delle Arte angehörte und sich gegen den Klassizismus des Faschismus ebenso wie gegen den Rationalismus und Funktionalismus des Internationalen Stils wendete. Diese Schule wird als Zweig der breiteren Strömung des Razionalismo italiano betrachtet, macht jedoch Zugeständnisse an den Wunsch nach Behaglichkeit im Alltag, ja an romantische Bedürfnisse. Als wichtige Bauten des Neorealismus gelten die nach dem Zweiten Weltkrieg errichteten Sozialwohnungen des INA-Casa-Programms wie etwa im Viertel Valco San Paolo im Municipio VIII in Rom von 1949/50, die Torri INA in der Viale Etiopia in Rom (acht neun- bis zehngeschossige Wohntürme mit Vier-Zimmer-Wohnungen und begrünten Höfen, 1951–1954) oder das symbolträchtige Projekt La Martella in Matera (1952–1954), einer Stadt des Elends, die gerade erst durch den Roman Christus kam nur bis Eboli von Carlo Levi 1949 bekannt geworden war. Ziel war es stets, eine zivilisierte, nicht brutale Architektur und einen öffentlichen Raum für das alltägliche Zusammenleben der Bürger zu schaffen. 
Wichtige Vertreter waren Michele Valori (1923–1979), der den Torre Spagnola in Matera entwarf, ferner Mario Ridolfi (1904–1984), der das Postamt (1935) an der Piazza Bologna in Rom entwarf, Ludovico Quaroni (1911–1987), von dem die INA-Türme stammen, Carlo Aymonino sowie Lina Bo Bardi, die 1946 nach Brasilien auswanderte und dort ihr Werk fortsetzte.

## Lateinamerika

### ArgentinischerNuovo Realismoin  Theater und Film
Im Theater und Film wurde die argentinische Strömung des Neorealismus oder Sozialrealismus in den 1950er und 1960er Jahren von Carlos Gorostiza, Roberto Cossa und Agustín Cuzzani begründet. Sie hatte seit 1976 mit der Zensur der Militärdiktatur zu kämpfen, lebte aber in den 1990er Jahren im Rahmen des Nuovo cinema latinoamericano wieder auf. Zu den Stilmitteln gehören Ironie und Satire.

### BrasilianischerRegionalismoin der Literatur
Als erstes Werk dieser Strömung, die als brasilianische Variante des Neorealismus betrachtet werden kann, gilt der Roman A Bagaceira (1928) von José Américo de Almeida. Weitere Vertreter waren José Lins do Rego (1901–1957), der das Leben auf den Zuckerrohrplantagen schilderte (Menino de engenho, 1932), Graciliano Ramos (Karges Leben, dt. 2013), Érico Veríssimo und der frühe Jorge Amado. Durch seine romanhaften Reportagen über gewalttätige und kriminelle Milieus wurde José Louzeiro (Infância dos Mortos, 1977) bekannt. 

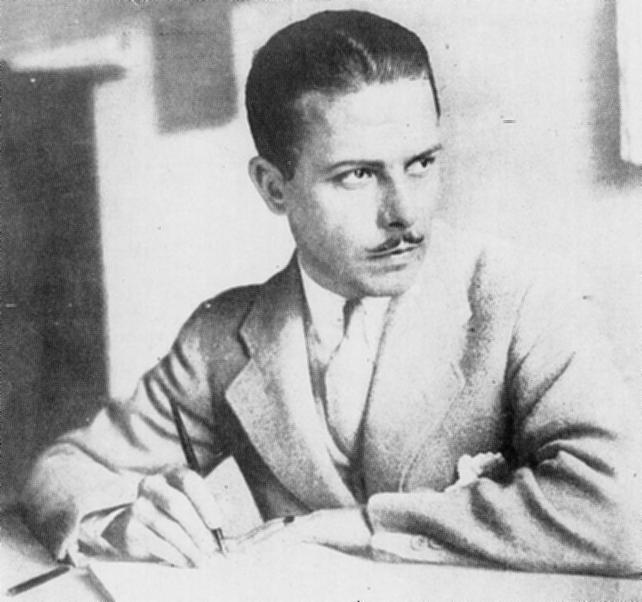
Der Ökonom, Autor und Regisseur Olympio Guilherme (1902–1973), hier im Jahr 1932, versuchte als erster brasilianischer Regisseur eine Karriere in Hollywood zu machen, kehrte aber in der Weltwirtschaftskrise nach Brasilien zurück

### BrasilianischesCinema Novo
Der Film Fome („Hungrig“) von Olympio Guilherme (1929) über den Alltag arbeitsloser Lateinamerikaner in Hollywood gilt als erster neorealistischer brasilianischer Film. Der Neorealismus lebte im Cinema Novo der 1950er und 1960er Jahre wieder auf, als die progressiven Präsidenten Juscelino Kubitschek und später João Goulart die brasilianische Volkskulturbewegung förderten. Wie im italienische Realismus, durch den der brasilianische Film in den 1950er Jahren beeinflusst wurde, wurde das Thema der Kindheit in Armutsvierteln aufgegriffen. Ein spätes Werk des von Nelson Pereira dos Santos und Glauber Rocha geprägten neorealistischen Stils ist der von Héctor Babenco während der Militärdiktatur 1980 mit Straßenkindern als Laiendarsteller gedrehte Film Pixote: A lei do mais fraco (Asphalt-Haie). Charakteristisch für das Cinema Novo ist eine „Ästhetik des Hungers“. Auch der bedeutende Regisseur Anselmo Duarte (Fünfzig Stufen zur Gerechtigkeit, 1962) war vom (italienischen) Neorealismus beeinflusst.

### HispanoamerikanischesNuovo Cinema
Mit Unterstützung von Gabriel Garcia Marquéz wurden seit den 1970er Jahren hispanoamerikanische Filmemacher gefordert, die ihre Filme in einem alljährlichen Festival in La Habana vorstellen. Sie waren begeistert von der kubanischen Revolution und dem italienischen Neorealismo, bestanden auf eigenen Erzählformen und leisteten Widerstand gegen das dominierende Unterhaltungskino Nordamerikas. Zu den wichtigen Filmemachern dieser Bewegung zählt der Mexikaner Paul Leduc (* 1942), der 1984 mit Frida Kahlo, naturaleza viva einen großen Erfolg erzielte. 

### Neorealistische Malerei
Auch die mexikanische Malerschule des Muralismo um Diego Rivera und José Clemente Orozco und die Arbeiten des brasilianischen Malers Cândido Portinari werden als neorealistisch bezeichnet.

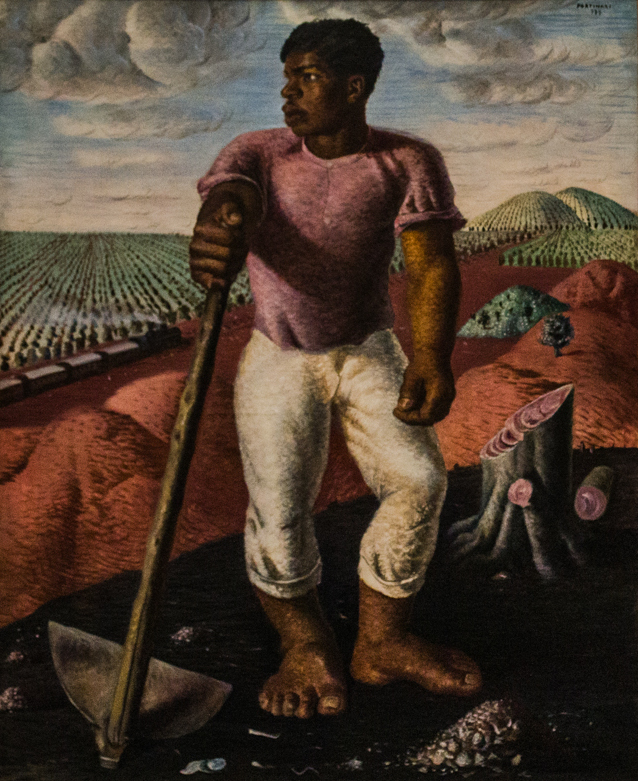
Cândido Portinari: Der Kaffeearbeiter (1939)

Aus Wikimedia Commons, dem freien Medienarchiv
Der Maler Antonio Berni wurde in den 1930er Jahren von den Surrealisten und den mexikanischen Muralisten beeinflusst. 1936 veröffentlichte er den programmatischen Text El nuevo realismo. Er wandte sich sozialen Themen zu und erstellte eine Reihe von Gemälden auf Jute, die großes Aufsehen erregten. In den 1950er Jahren erstellte er eine Reihe von Collagen, die sich auf das Alltagsleben eines fiktiven Jungen aus den Slums von Buenos Aires konzentrierten.

## Portugal:Neorrealismo

### Film
Als erster neorealistischer Film Portugals gilt Aniki Bóbó von Manoel de Oliveira (1942), ein Film über die Kinder des Hafenviertels von Porto. An diese Arbeit, die wegen der Behinderung einer sozialkritisch-realistischen Filmproduktion durch das Regime Salazars lange allein stand und im Ausland kaum zur Kenntnis genommen wurde, knüpfte in den 1960er Jahren das Novo Cinema an, zu dessen wichtigsten Vertretern Paulo Rocha (Os verdes anos, 1963) und Fernando Lopes zählen.

## Spanien

### Film
Seit den 1950er Jahren entstanden trotz Zensur einige spanische Filme, die explizit soziale und gesellschaftliche Missstände aufzeigten und indirekt das franquistische System kritisierten. Der erste neorealistische spanische Film war Surcos (1951) von José María Nieves Conde über das Leben einer vom Lande zugewanderten Familie in Madrid, deren Mitglieder nach gewaltsamen Konflikten und dem Mord an einem kriminell gewordenen Familienmitglied wieder in ihr Dorf zurückkehrt. In der Folge gewann der italienische Neorealismus nicht nur in stilistischer Hinsicht immer mehr Einfluss auf den spanischen Film.

## Verwandte Strömungen

### Poetischer Realismus der 1930er Jahre in Frankreich
Wichtige Vertreter des Poetischen Realismus, einer nicht sehr einheitlichen Strömung des französischen Films, waren Jean Vigo, Jean Renoir, Marcel Carné und René Clair (À nous la liberté, 1931). Als Schauspieler ist vor allem Jean Gabin zu erwähnen. Zu dieser Strömung gehören die ersten Tonfilme der frühen 1930er Jahre, die die Möglichkeiten des Dialogs voll ausschöpften. Gemeinsam sind den Filmen der späten 1930er Jahre – der Zeit der Volksfront in Frankreich – die Fokussierung auf einfache, oft randständige Menschen, eine teils fatalistische, teils lyrische Grundstimmung, die subtile Lichtregie mit vielen nächtlichen Szenen sowie dokumentarfilmartige naturalistische Sequenzen.

### Neorealismus des späten 20. Jahrhunderts in den USA
Häufig werden auch US-amerikanische Autoren dem Neorealismus zugeordnet, so John Updike oder Paul Auster.